# ABEMAスポーツタイム
『ABEMAスポーツタイム』（アベマ スポーツタイム）は、2023年7月2日からインターネットテレビ局ABEMA・ABEMA SPORTSチャンネルにて配信されているスポーツ情報番組。

## 概要
「スポーツの熱狂を先取りする」ことをテーマにするスポーツ番組。ABEMAで配信されるスポーツ中継であるMLBとヨーロッパサッカー（イングランドプレミアリーグ、ドイツブンデスリーガ）を中心に、スポーツ情報を生放送で伝える。「スポーツが見たくなる番組」を志しており、「絶対見逃せない戦い」の背景情報や見どころ、「いま覚えてほしい注目の選手」情報やインタビューなどを中心に構成。
メインサポーター・影山優佳のひとことでバーチャルセットが変わるシステムを採用し、夜景を背景にしたウッドデッキ風セットを基本に、ベースボールスタジアム風、サッカースタジアム風などが用意されている。
AbemaNewsも制作に加わっているが、ABEMA NEWSチャンネルでは配信せず、ABEMA SPORTS チャンネルで配信。原則ABEMA SPECIALチャンネルでも同時配信される。
2023年10月15日(日)22時の回より、Stray Kidsの「Social Path (feat. LiSA)」が主題歌となった。
同年12月24日には50分拡大スペシャルを配信。

## 主なコーナー
クイズ
適時挿入されるクイズコーナー。
放送終了までの反省会
ラスト1分近くで振られるコーナー。本番組の感想及びの反省をキャスター陣がコメントする。

## 出演者

### メイン出演者
- サッカーメインコメンテーター：槙野智章[6]
- 野球メインコメンテーター：川﨑宗則
- 進行：西澤由夏

### 過去の出演者
- スペシャルサポーター：影山優佳(2023年7月2日 - 2024年12月29日)[7][8]

### ゲスト出演者
すべてメイン出演者欠席による代打出演。
- コメンテーター：里崎智也（初出演2023年7月9日配信分#2）[9]
- コメンテーター：AKI猪瀬（初出演2023年7月16日配信分#3）[5]
- 進行：森香澄（初出演2023年7月16日配信分#3）[5]
- コメンテーター：岡島秀樹（初出演2023年12月24日配信分#21）[4]

## スタッフ
- 制作：AbemaNEWS、ABEMA
- 提供：KDDI株式会社
- 製作著作：ABEMA